# Histoires d'amour et d'autisme
Histoires d'amour et d'autisme (V.O. : Love on the Spectrum) est une émission de téléréalité et une docufiction australienne co-créée par Cian O'Clery, produite par Northern Pictures pour ABC TV, et disponible en streaming sur ABC iview et Netflix,.
L'émission suit des personnes autistes alors qu'elles explorent le monde des rencontres.

## Production
O'Clery a eu l'idée de la série après avoir travaillé sur Employable Me, avec des personnes ayant différents handicaps et essayant de trouver un emploi.

## Sortie
Love on the Spectrum est diffusée pour la première fois sur ABC en novembre 2019,. En juillet 2020, elle est visible sur Netflix dans d'autres territoires,. Une deuxième saison est confirmée en septembre 2020, et créée le 18 mai 2021,.

## Casting
,

## Réception
Les critiques autistes ont généralement aimé l'émission, mais ont remis en question certains aspects tels que les choix de montage, se concentrant sur les réactions parentales et le coaching neurotypique, qui ont préféré les perspectives neurotypiques et infantilisé les acteurs neurodivergents. Sara Luterman de Spectrum a déclaré « Je respecte les bonnes intentions des créateurs », mais « La série est également truffée de mauvais conseils et est souvent infantilisante. Il y a plus d'entretiens avec les parents qu'avec les personnes dont l'émission est censée parler... La thérapie et l'assistance offertes aux jeunes présentés dans l'émission sont également déconnectées ».
Sarah Kurchak deTime a déclaré que certaines de ses appréhensions « pourraient ne pas survenir aux téléspectateurs non autistes, mais pourraient persister dans l'esprit des autistes : la partition est-elle un peu trop mignonne pour une émission sur les adultes et les rencontres ? Les gros plans sur des choix vestimentaires potentiellement excentriques auraient-ils eu lieu si leurs sujets étaient neurotypiques ? Les présentations énumérant les goûts et les dégoûts "excentriques" de leurs sujets étaient-elles véritablement informatives ou infantilisantes ? ».
Joseph Stanichar de Paste a déclaré : « Love on the Spectrum n'est pas parfait, surtout dans sa première saison... certaines des questions posées semblent inappropriées ou infantilisantes, même jusqu'au ton de la voix, et la musique est parfois trop mignonne pour les adultes qui vont à des rendez-vous ». La deuxième saison a réduit le rôle du coach relationnel neurotypique et élargi la description de la vie sociale des principaux membres de la distribution, en les montrant discuter de leurs fréquentations avec leurs pairs d'une manière plus adaptée à leur âge.
La série a reçu des critiques positives. Elle a reçu 4 étoiles sur 5 par Rebecca Nicholson de The Guardian, affirmant qu' « à son meilleur, ce spectacle est une célébration humaine et compatissante de la différence et de l'amour ». Brett White de Decider a recommandé aux téléspectateurs de regarder l'émission, observant que « Love on the Spectrum ne ressemble à aucune émission de téléréalité Netflix que vous avez vue auparavant, de la meilleure façon ». Alison Foreman de Mashable a donné une critique positive à l'émission, déclarant que « Love on the Spectrum est une émission émouvante qui peint des portraits racontant des liens humains qui sont si beaux, si émouvants et si pleinement satisfaisants qu'il est difficile d'imaginer la réalité des rencontres de toute autre manière », tandis que Brian Lowry de CNN Entertainment a déclaré que l'émission « fait preuve d'empathie envers les acteurs présentés sans condescendance envers eux, et franchit rapidement toutes les barrières culturelles d'une manière largement universelle ». Dans sa critique de la série, Daniel Hart de Ready Steady Cut était également positif, concluant qu'« une série de téléréalité qui aide à dissiper une partie de la stigmatisation entourant l'autisme est particulièrement bienvenue ». Bien que Michael Phillips du Chicago Tribune ait été un peu plus critique à l'égard de certaines parties de la série, il a néanmoins observé que « contrairement à Tiger King ou The Bachelor, ou à certaines émissions de télé-réalité politiques réelles qui ont perdu le contact avec le monde réel il y a longtemps, Love on the spectrum est une question d'empathie. Et à propos de quelque chose de plus intéressant que le mépris ».

## Version américaine
Une version américaine de l'émission, intitulée Love on the Spectrum US, a été créée le 18 mai 2022 sur Netflix,. Elle est également produite par Northern Pictures avec Karina Holden et Cian O'Clery comme producteurs exécutifs.